# Amt
Un amt (plural alemany ämter) és una divisió administrativa dels estats federals alemanys Brandenburg, Mecklemburg-Pomerània Occidental i Slesvig-Holstein. A la Baixa Saxònia s'utilitza el mot Samtgemeinde (municipi conjunt) i a Saxònia-Anhalt de Verbandsgemeinde (Associació de municipis) que té una funció semblant als amts als altres estats de la república alemanya.
Un amt es compon d'una sèrie principalment de petits municipis rurals amb una administració comuna. Municipis independents més grans es diuen amtsfrei (= sense amt). De vegades la seu administrativa d'un amt es troba al municipi sense amt que és la unitat més llarga que es troba al centre de l'amt, com per exemple a Bargteheide a l'amt de Bargteheide-Land. A Slesvig-Holstein existeixen 119 amts, a Mecklemburg 79 i a Brandenburg 54. Fins a la reforma administrativa, també hi havia amts a Rin del Nord-Westfàlia (fins a 1975), al Saarland (fins a 1974) i a Renània-Palatinat (fins a 1970).